# Naturgrus

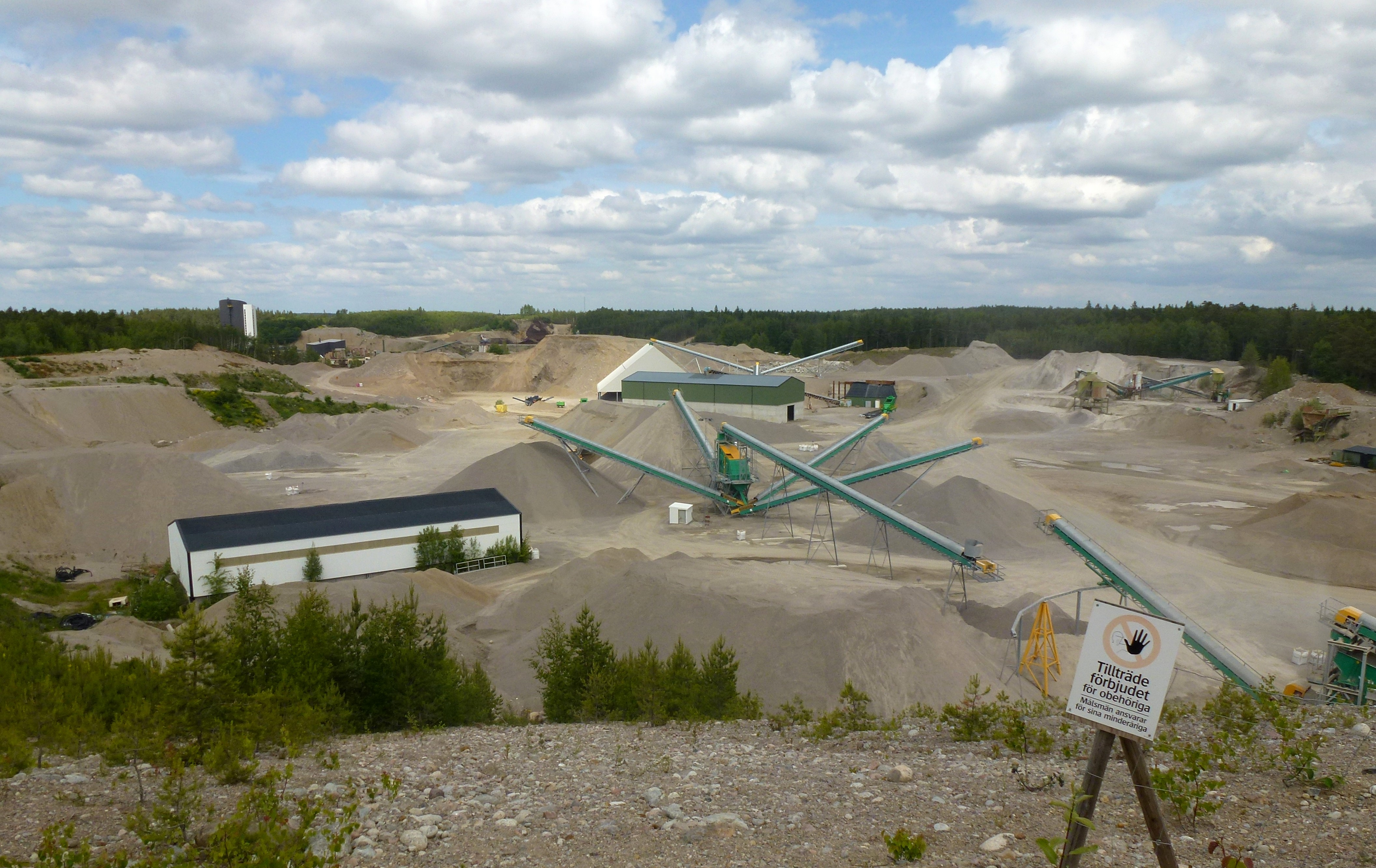
Grustag i Tullingeåsen, Botkyka kommun.

Naturgrus är naturligt sorterade jordarter som domineras av sand, grus och sten.
Naturgrus hittas som glacifluviala avlagringar, (framför allt åsbildningar under och över högsta kustlinjen, deltan och sandurfält), svallsediment, älvsediment och vindavlagringar. Naturgrusavlagringar spelar en viktig roll som grundvattenresurs.
Naturgrus används som ballastmaterial och kan ersättas av krossbergsmaterial i många fall, dock ej alltid i betongtillverkning.
För att trygga framtidens vattentillgång, bevara landskapsbilden samt bevara naturgruset som resurs för vissa angelägna användningsområden säger Sveriges miljömål som gällde naturgrus att produktionen år 2010 skulle vara max 12 miljoner årston samt att minst 15% av ballastanvändningen skulle upptas av återanvänt material.